# Jorge Pixley
Jorge V. Pixley (Chicago, 1937 - Claremont, 17 de julio de  2023) fue un teólogo cristiano estadounidense.

## Biografía
Hijo de misioneros bautistas, vivió durante su niñez y parte de su juventud en Centroamérica. Estudió en el Colegio Bautista de Managua, donde se graduó de bachiller en 1955. Realizó sus estudios universitarios en el Wheaton College de Illinois y en el Kalamazoo College de Míchigan, donde conoció a Jayne Babcock, con quien se casó.
En la Facultad de Teología de la Universidad de Chicago obtuvo el Doctorado en Estudios Bíblicos. En 1963, fue ordenado como pastor bautista y nombrado profesor de Biblia en el Seminario Evangélico de Puerto Rico.
En 1969-1970 fue invitado a dictar unas clases magistrales en el Instituto Superior Evangélico de Estudios Teológicos ISEDET de Buenos Aires, ciudad donde vivió y se desempeñó también como profesor de la Facultad Luterana de Teología. Entre 1975 y 1984 fue profesor en el Seminario Bautista de México, así como profesor de Historia de Israel en el Instituto Teológico de Estudios Superiores de la Ciudad de México. En 1985 regresó a Estados Unidos, pero decidió volver a Nicaragua, donde estuvo dando clases en el Seminario Bautista de Managua entre 1986 y 2002.
En octubre del 2002, él y su esposa se jubilaron y desde entonces residieron en California, donde fue director del Proyecto América Latina, del Centro de Estudios Procesales, en la Escuela de Teología de Claremont. Su esposa falleció el 2 de abril de 2022.

## Teología
Autor de numerosos trabajos sobre la teología de la liberación. Su artículo "La opción por los pobres y el Dios bíblico" fue incluido dentro de la antología Sobre la Opción por los Pobres, junto con textos de José María Vigil, Leonardo Boff, Pedro Casaldáliga, Julio Lois, Giulio Girardi y Jon Sobrino.
Para Franz Hinkelammert, los recientes trabajos de Pixley sobre la teología y la filosofía del proceso de Alfred North Whitehead demuestran que la teología de la liberación ha entrado en un proceso de renovación. Pixley se abre a la dimensión de Dios, al «drama de Dios en la historia», que se hace apremiante cuando trata sobre el libro de Job. Mantiene un hilo conductor en toda su argumentación: la opción por los pobres. Pero le da un carácter específico: Dios es Dios de todos, ricos y pobres, y por eso tiene que tomar la opción por los pobres, no por parcialidad, «si no tuviera la opción por los pobres, sería un Dios parcial, a favor de los ricos», sería la opción en contra de los pobres.
El poder económico y político ve a Dios diferente a como lo ven los pobres. Este "desdoblamiento de Dios" lo trata Jorge Pixley en su interpretación del final del libro de Job: Dios dice a los amigos de Job, que no han hablado "con verdad" sobre Él, mientras que Job sí habló de Dios "con verdad". A los dioses falsos sólo se les puede refutar desde la opción por los pobres. El proceso de liberación entonces incluye al ser humano y a Dios a la vez.
Pixley, Hugo Assmann y Sergio Arce Martínez son considerados los más destacados exponentes de la línea académica radical de la teología de la liberación. Pixley ha elaborado una síntesis de los estudios bíblicos, la teología de la liberación y la filosofía del proceso, de modo que para él, la teología más adecuada al mensaje de la Biblia es la de la liberación, y su mejor soporte filosófico es el procesual. Partiendo de la lectura del texto bíblico como tal, considera que Dios responde e incide en la historia, lo cual puede entenderse desde la teología del proceso propuesta por Charles Hartshorne y lleva a considerar, como Whitehead, dos "polos" divinos: el "primordial" (Dios es siempre el mismo) y el "consecuente" (actúa en la historia e interactúa con la humanidad). Para Pixley, la vida de Jesucristo fue un ministerio vivo, vivió y murió para liberarnos del pecado.

### Libros
- Pluralismo de tradiciones en la religión bíblica. Buenos Aires: La Aurora, 1971.
- Reino de Dios. Buenos Aires: La Aurora, 1977.
- El libro de Job: comentario bíblico latinoamericano. San José, Costa Rica: Seminario Bíblico Latinoamericano, 1982.
- Éxodo, una lectura evangélica y popular. México: Casa Unida de Publicaciones, 1983.
- Biblia y liberación de los pobres: ensayos de teología bíblica latinoamericana. México: Centro Antonio de Montesinos, 1986.
- La mujer en la construcción de la iglesia: una perspectiva bautista desde América Latina y el Caribe. San José, Costa Rica: DEI, 1986.
- Opción por los pobres (con Clodovis Boff). Madrid: Ediciones Paulinas, 1986.
- Hacia una fe evangélica latinoamericanista: una perspectiva bautista (con Israel Belo de Azevedo). San José, Costa Rica: DEI, 1988.
- Historia sagrada, historia popular: historia de Israel desde los pobres. San José, Costa Rica: DEI, 1989.
- Vida en el espíritu: el proyecto mesiánico de Jesús después de la resurrección. Managua: CIEETS, 1993.
- La resurrección de Jesús, el Cristo : una interpretación desde la lucha por la vida. San José, Costa Rica: DEI, 1999.
- Por una iglesia laica: historia de los y las creyentes que se congregan en la Convención Bautista de Nicaragua. Managua: CBN, 1999.
- Por un mundo otro: alternativas al mercado global (coordinador). Quito: Consejo Latinoamericano de Iglesias, 2003.
- Jeremiah. St. Louis: Chalice Press, 2004.
- Teología de la liberación y Filosofía procesal. El Dios liberador en la Biblia. Quito: Abya Yala, 2009.